# Viaplay Voetbal
Viaplay Voetbal is een voetbal- en praatprogramma op de streamingdienst Viaplay rondom wedstrijden in de Duitse Bundesliga en de Engelse Premier League.
In Viaplay Voetbal staat een wedstrijd, of meerdere wedstrijden, in twee van de grootste voetbalcompetities van Europa centraal. Het programma wordt gepresenteerd door Koen Weijland, die voorheen onder andere voor RTL werkte. Weijland ontvangt verschillende analisten en bespreekt de wedstrijd die centraal staat voor en na. De eerste uitzending was op 5 maart 2022, toen Jaap Stam te gast was in de studio als analist. Sinds april 2022 neemt ook Bart Nolles de presentatie van het programma wel eens op zich.
Het commentaar bij de wedstrijden wordt verzorgd door verschillende commentatoren, waaronder Leo Driessen, Ragnar Niemeijer en Johan van Polanen. Buiten Viaplay Voetbal om worden er ook  voetbalwedstrijden uitgezonden via Viaplay, veelal met Engelstalig commentaar. Zo heeft de streamingdienst anno augustus 2022 ook de uitzendrechten van de 2. Bundesliga en het EFL Championship.

## Studio
Viaplay maakt gebruik van enkele studio's in het Studiocentrum – die worden beheerd door NEP The Netherlands – op het Media Park in Hilversum. Viaplay Voetbal wordt uitgezonden vanuit studio 42.

## Medewerkers

### Presentator
- Bart Nolles (2022–heden, invaller)
- Koen Weijland (2022–heden)

### Analisten
- Frank de Boer (2022–2023)
- Giovanni van Bronckhorst (2023–heden)
- Simon Cziommer (2022–heden)
- Jean-Paul van Gastel (2023–heden)
- Cedric van der Gun (2022–heden)
- Nigel de Jong (2022)
- John van 't Schip (2022–2023)
- Jaap Stam (2022–heden)
- Sander Westerveld (2022–heden)
- Aron Winter (2022–heden)